# Cotton Hill Township (comté de Dunklin, Missouri)
Cotton Hill Township est un township du comté de Dunklin dans le Missouri, aux États-Unis,.
Le township est fondé en 1845 et baptisé en référence à un centre de négociation local, actuelle ville de Malden.

## Source de la traduction
- (en) Cet article est partiellement ou en totalité issu de l’article de Wikipédia en anglais intitulé « Cotton Hill Township, Dunklin County, Missouri » (voir la liste des auteurs).